# Op-art

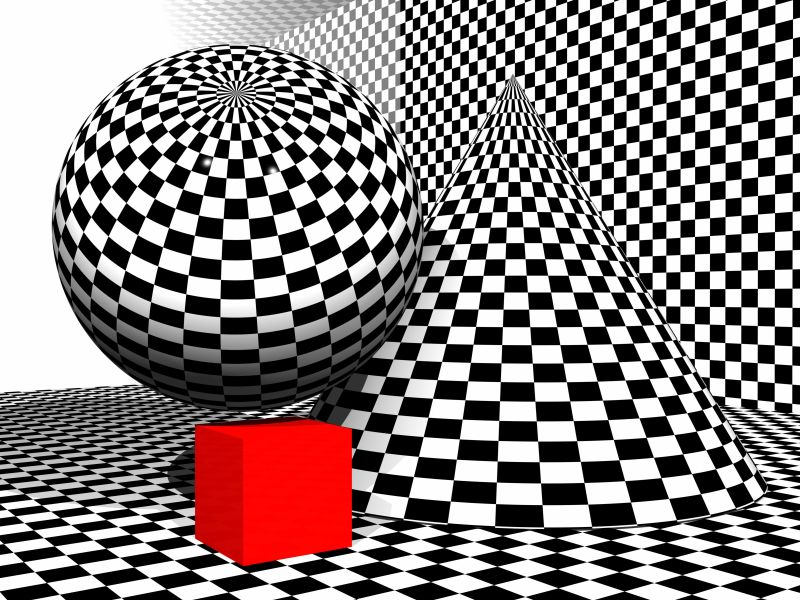
Bagi László, Op Art napjainkban

Az op-art, azaz optikai művészet, 20. századi irányzat, mely megújítva a 21. századba is átnyúlik. Az absztrakt expresszionizmussal párhuzamosan fejlődött. Alapgondolatát: az ember térérzetének és térszemléletének alakítását, a festészet, plasztika és építészet eszközeivel az 1920-as évek konstruktivista művészet irányzataitól kölcsönözte.
Az 1960-as években terjedt el, már nem a tér és mozgás alapelveivel, hanem bonyolultabb módozataival foglalkozik, és a művek kivitelezésük folytán legalább annyira tartoznak a technika, mint a képzőművészet területére.

## Története
Olyan művészet ez, amelyben az átlagos geometriai és matematikai törvények hatnak, s lehetővé teszik, hogy optikai hatásuk révén a mozgás és a vibrálás érzetét keltsék. Több ponton érintkezik az építészettel, belsőépítészettel, forma- és ipari tervezéssel. Az op-art a vonalrendszert, az alapvető mértani alakzatokat: négyzetet, kört, háromszöget használ, s ezeket előre elképzelt terv szerint osztja be. A vonalak és az alakzatok egy stilizált perspektívában sűrűsödnek vagy ritkulnak, növekednek vagy kisebbednek, s ezért mozgást, vibrálást keltenek.
Az op-art legkiemelkedőbb képviselője Victor Vasarely, vagyis Vásárhelyi Győző. Műveit csoportosította, s mindegyik az optikai illúzió más-más fajtáját kutatja. Egyes sokszorosításra szánt művei átlátszó műanyag lappal borítottak, melyen ugyanaz a rajz, mint a képen, csak fordított viszonyban, mint pozitív és negatív. Ez a két rajz szinkronba hozható, azután a műanyag le-föl, jobbra-balra mozgatható, s így a rajz állandón változik. Vasarely sok képe fekete-fehér, de az 1960-as évektől ugyanazokhoz az optikai illúziókhoz gazdag, fényes festékanyagot használ.
A mozgás és a fény az 1960-as években újra aktuálissá vált, de most nem ábrázolt illúzióként, hanem teljes valójukban. Az első mozgó műalkotást Tatlin álmodta meg, 3. internacionálé című emlékművében, de ezt Alexander Calder valósította meg. A mozgó szobrok vékony sárgaréz alufóliából készültek, és légáramlat mozgatta őket.
Míg Calder művei a fantázia és a játékösztön eredményei, Nicolas Schöffer kutatásai matematikán, kibernetikán és számítástechnikán alapulnak. Ő mozgás, fény és szín segítségével alkotja a teret. A fény és mozgás térbe helyezésével balettek és nagy látványosságok színpadképét tervezte, de egy város terveit is elkészítette. Legambiciózusabb a liége-i kibernetikus torony 1961-ből. A tér, a mozgás és a fény egységét úgy éri el, hogy különféle színű szűrőkön fényt bocsát át.
A 21. században is folytatódik az Op-art megújításának diadalútja, hazánkban többek közt éppen egy Vasarely tanítvány, Bagi László Jr. által, fantáziadús absztrakt alkotásait komputertechnikával állítja elő, eszközei a tiszta geometria, a szín, a fény, alkotási eredményei az iparművészet terén (textil-, bútortervezés, belsőépítészet, stb.) is hasznosíthatók.

## Galéria
- Ludwig Wilding: Werk mit spiegelndem Betrachter
- Yaacov Agam: Sheba Medical Center, Izrael
- Mervyn Williams: Daedal Series #6 (Epicentere) 1979
- Victor Vasarely: Kerámiakép a győri Nemzeti Színház oldalfalán

## Op-art művészek
- Victor Vasarely
- Fazakas Tibor
- Bagi László
- Bridget Riley
- Jesús-Rafael Soto
- Cruz Diez
- Youri Messen-Jaschin
- Julio Le Parc
- M. C. Escher
- Julian Stanczak
- Richard Anuszkiewicz
- Yaacov Agam
- Daniel Buren
- Carlos Cruz-Diez
- Nicolas Schöffer
- Szász Károly István

## Link
- Jesus Rafael Soto
- Cruz Diez
- Youri Messen-Jaschin Op art
- Saatchi Art, Laszlo Bagi Jr 83 műalkotása (angolul)
- Bagi László Jr – ArtHungry[1]